# ژاکوس فریدل

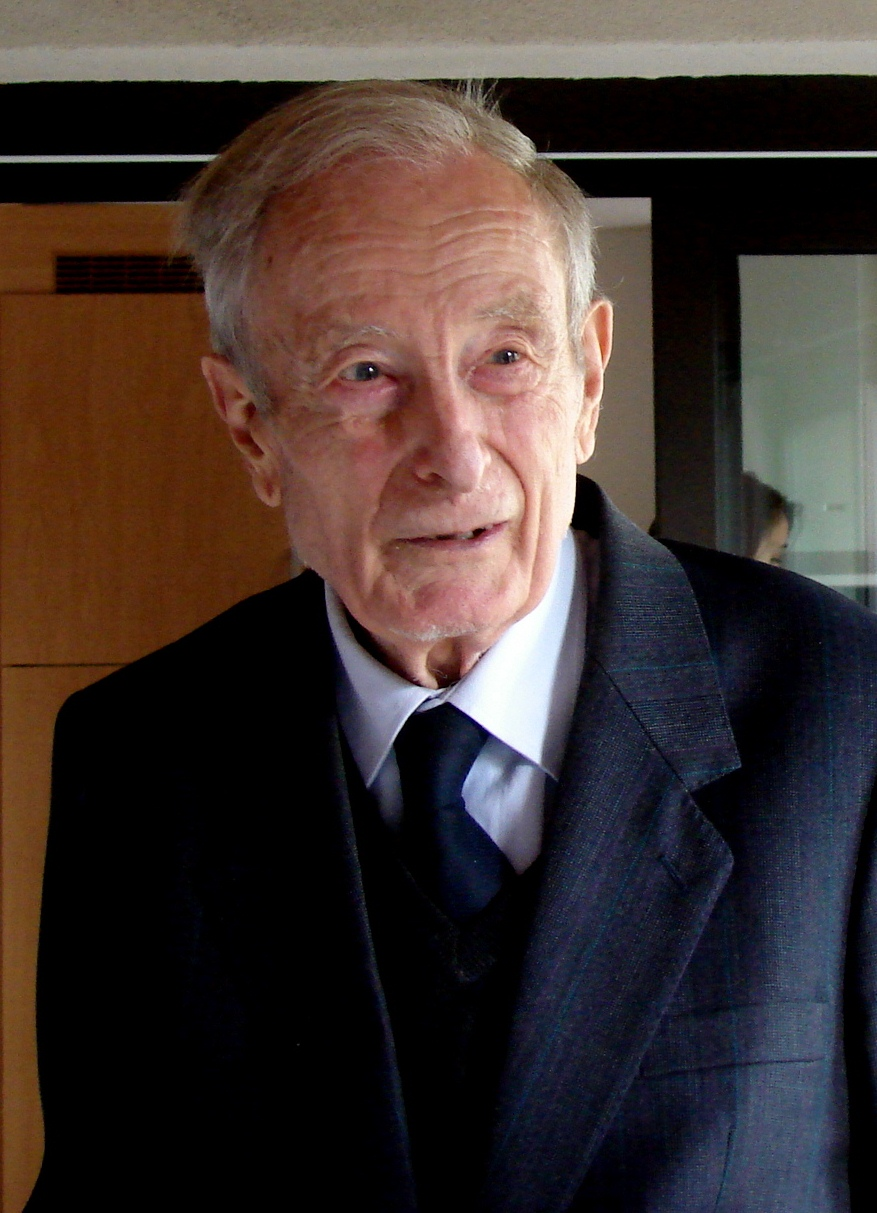
نگارهٔ ژاکوس فریدل، فیزیک‌دان فرانسوی - ۲۰۱۱

 ژاکوس فریدل (انگلیسی: Jacques Friedel؛ زادهٔ ۱۱ فوریهٔ ۱۹۲۱ - درگذشتهٔ ۲۷ آگوست ۲۰۱۴) فیزیک‌دان اهل فرانسه بود.